# Elatostema luxiense
Elatostema luxiense är en nässelväxtart som beskrevs av Wen Tsai Wang. Elatostema luxiense ingår i släktet Elatostema och familjen nässelväxter. Inga underarter finns listade i Catalogue of Life.